# Alexander Walker
Pour les articles homonymes, voir Walker.
Alexander Walker (23 mars 1930 à Portadown, Irlande du Nord- 15 juillet 2003) est un critique britannique, spécialiste du cinéma américain.